# Cryptothallus mirabilis
Cryptothallus mirabilis là một loài rêu tản thuộc họ Aneuraceae, và được mô tả lần đầu tiên vào năm 1933. Loài này có màu trắng do thiếu chất diệp lục, và lạp thể của chúng không phân thành lục lạp. Ngoài việc thiếu chất diệp lục, Cryptothallus rất giống với chi Aneura, và tính hợp lý của việc công nhận Cryptothallus là một chi riêng biệt đã được Renzaglia đặt câu hỏi, người cho rằng nó có thể được coi là "đơn thuần là một loài Aneura."
Cryptothallus mirabilis là một loại dị dưỡng myco-heterotroph thu chất dinh dưỡng từ các loại nấm phát triển giữa các mô của nó chứ không phải từ quang hợp. Cho đến gần đây, nó là loài rêu duy nhất được biết đến với sự kết hợp các đặc điểm này, nhưng một loài thứ hai Cryptothallus hirsutus đã được phát hiện ở Costa Rica vào năm 1996. Nấm lây nhiễm là một nấm đảm, cũng là trường hợp nấm liên quan đến các chi Aneura và Riccardia. Tuy nhiên, đây không phải là trường hợp của các loài khác trong bộ Metzgeriales đã được nghiên cứu.
Cryptothallus mirabilis nhỏ, hiếm khi mọc dài hơn 3 cm. Chúng mọc trong các đầm lầy và thường được tìm thấy bên dưới rêu than bùn hoặc rêu mọc dày đặc gần cây bạch dương. Cây đã được tìm thấy ở các địa điểm trên khắp Bắc Âu và một lần ở Greenland.
Loài này rất đáng sợ, với các loài thực vật riêng lẻ sản xuất cả túi giao tử đực hoặc túi giao tử cái, nhưng không bao giờ sản xuất cả hai. Các cây cái (với túi giao tử cái) thường có kích thước gấp mười lần các cây đực. Sự phát triển của các cấu trúc sinh sản trong Cryptothallus không được kiểm soát bởi photoperiod, nhưng yêu cầu nhiệt độ ít nhất là 21 °C (70 °F) sau một khoảng thời gian ở nhiệt độ thấp.